# Fabrizio Correggio
Fabrizio Correggio va ser fill de Manfredo II Correggio. Va succeir al seu pare a la seva mort el 1546, junt amb els seus germans Camillo Correggio i Giberto VIII Correggio. Va obtenir el cognom Correggio d'Àustria amb diploma imperial del 3 de març de 1580. Va ser comte sobirà de Correggio i comte de l'Imperi i va ser també senyor de Campagnola, Rossena i Fabbrico, i senyor de Scurano i Bazzano (diplomes imperials de 29 d'abril de 1553, 17 de maig de 1559 i 30 de desembre de 1564). Va rebre Brescello per diploma de 1551. El 1579 va haver de cedir la seva quota del feu de Rossena i Fabricco al seu cosí Alessandro Correggio, consenyor de Scurano e Bazzano, per una sentència imperial.
Va ser Patrici de Parma i Venècia i doctor en lleis llaurat a Pisa el 1569. Va fer carrera eclesiàstica que va abandonar per casar-se amb Virgínia Vitelli.
Va morir el 1597 i no va deixar fills.